# Schronisko przy Jaskini Mamutowej Trzecie
Schronisko przy Jaskini Mamutowej Trzecie – jaskinia typu schronisko na lewym zboczu górnej części Doliny Kluczwody w miejscowości Wierzchowie, w województwie małopolskim, w powiecie krakowskim, w gminie Wielka Wieś. Pod względem geograficznym znajduje się na Wyżynie Olkuskiej będącej częścią Wyżyny Krakowsko-Częstochowskiej.

## Opis jaskini
Schronisko znajduje się po północnej stronie Wierzchowskiej Grani, około 20 m powyżej poziomu drogi i ok. 5 m powyżej widocznego z drogi Schroniska przy Jaskini Mamutowej Drugiego.
Otwór schroniska ma zachodnią ekspozycję. Obiekt powstał w późnojurajskich wapieniach skalistych na pionowej szczelinie. Za otworem ciągnie się ciasny korytarzyk, który na końcu rozdwaja się. Schronisko jest suche, przewiewne i w większości widne. Brak w nim roślin, zwierząt nie obserwowano.

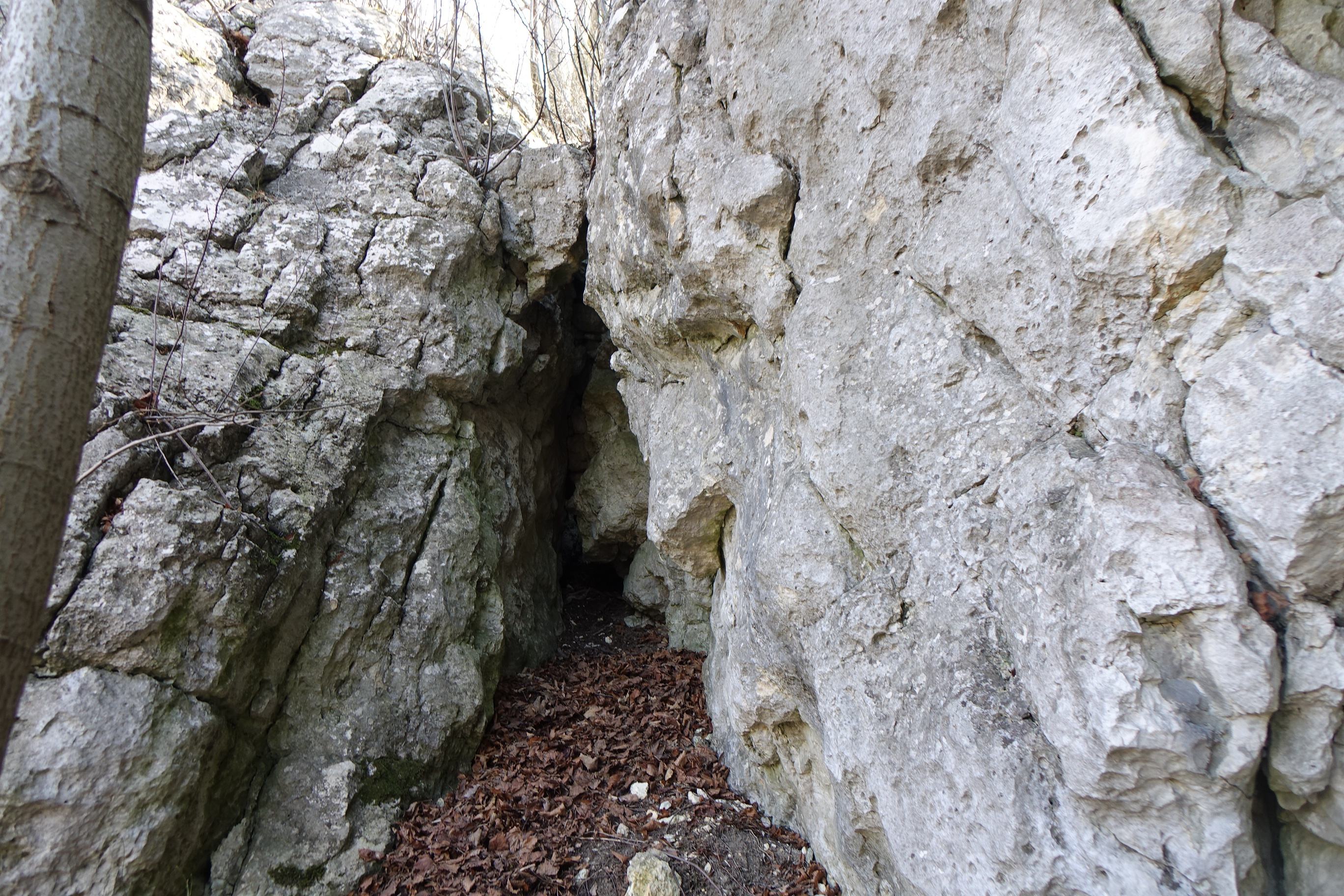
Otwór
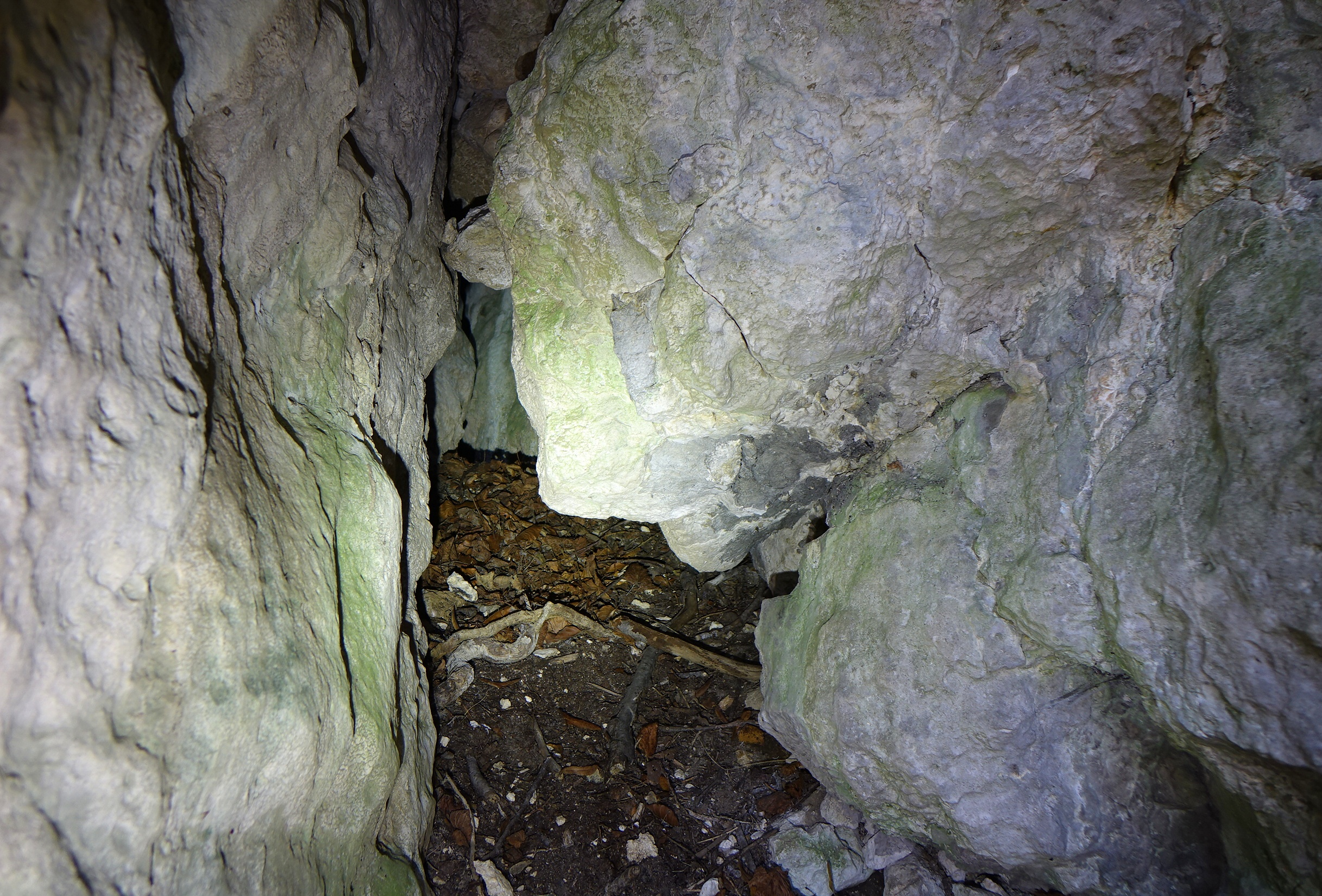
Korytarzyk
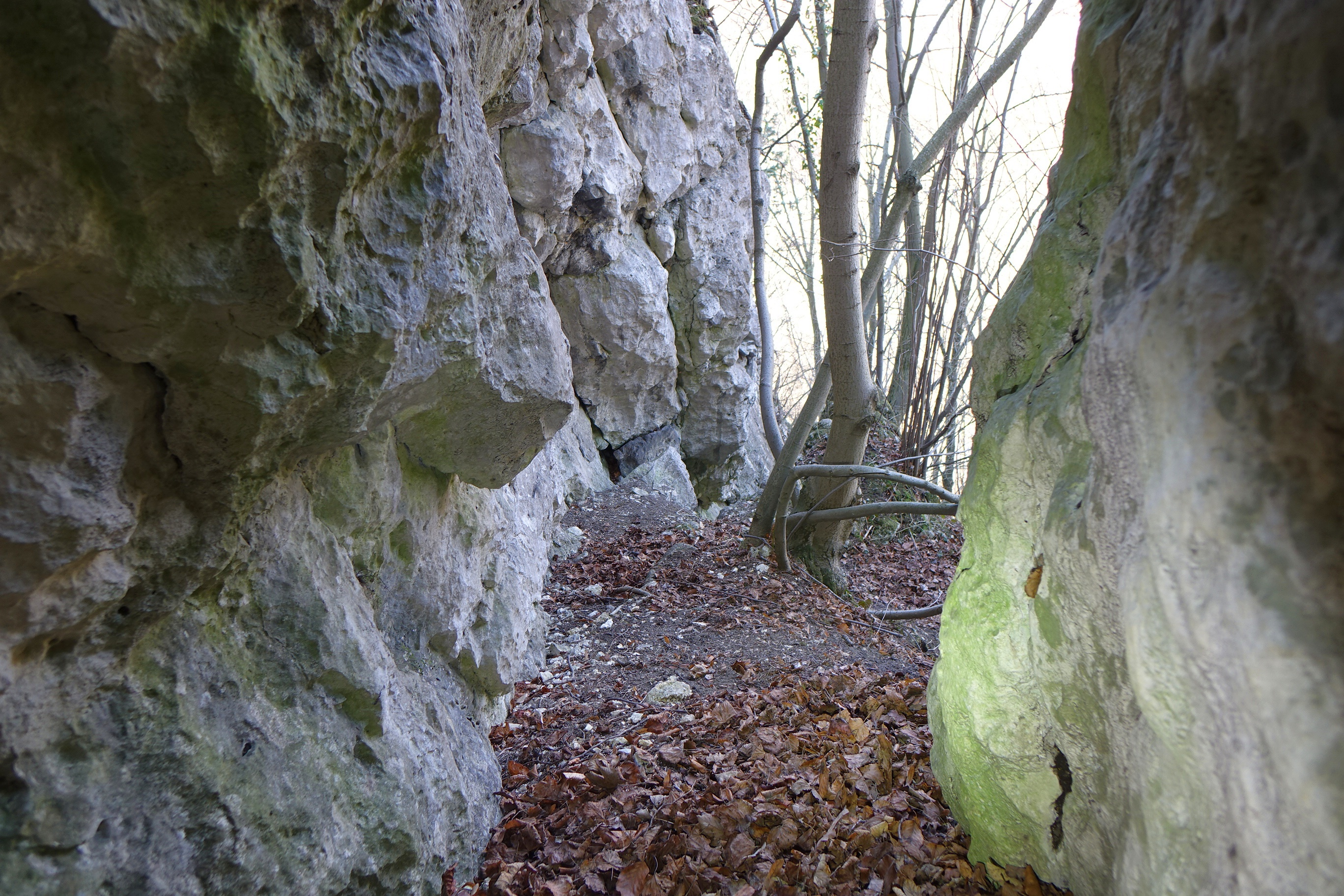
Widok z otworu